# Asia Ramazan Antar
Asia Ramazan Antar (Qamishli, 1997 – Manbiy, 30 de agosto de 2016) también llamada Viyan Antar por su nombre de guerra fue una combatiente kurda de las Unidades Femeninas de Protección (YPJ) convertida en un símbolo de la lucha feminista en la Revolución de Rojava y en la lucha contra Estado Islámico por activistas y medios de comunicación internacionales.
A finales de 2014 con 16 años, se alistó en la milicia popular de las Unidades Femeninas de Protección con objetivo de luchar contra el Estado Islámico. Siendo una de las muchas combatientes jóvenes de la milicia kurda, los medios internacionales la bautizaron como «la Angelina Jolie kurda» por su parecido físico. Dichas comparaciones con la actriz estadounidense generaron repudio y rechazo de parte de sus compatriotas combatientes de las milicias y activistas de la causa kurda, quienes calificaron las comparaciones como sexistas y una campaña de cosificación.
Asia cayó durante la Batalla de Manbiy contra el Estado Islámico el 30 de agosto de 2016, a los 19 años de edad.

## Vida
Nacida en el seno de una familia tradicional kurda, de muy joven la casaron mediante un matrimonio arreglado por su familia. Sin embargo, a los 3 meses de la boda logró divorciarse gracias a las nuevas leyes en la región kurda luego de la revolución social kurda, que prohíben los matrimonios arreglados y la poligamia. Asia recibió educación secundaria. En 2014 luego de su divorcio se unió a las filas de las Unidades Femeninas de Protección con el entusiasmo e ideal de luchar por la emancipación de la mujer de las manos de la opresión patriarcal en la región acorde al movimiento feminista kurdo llamado Jineología.
Son difusas las informaciones dadas por los medios occidentales respecto a su edad, sin embargo el comandante y portavoz de las YPJ Abdullah Shirin confirmó que Asia nació en el año 1997 y tenía 19 años cuando murió.

## Trascendencia en los medios
Fue descubierta a finales de 2015 cuando un reportero gráfico -Alberto Hugo Rojas Luque (Lanzarote, Islas Canarias, España) le tomó fotos y grabó en video, una fue portada de TheTimes- y fue descrita como «la Angelina Jolie kurda». Muchos medios internacionales levantaron las imágenes convirtiéndola en noticia llegando a comparla incluso con la actriz española Penelope Cruz por su parecido físico.
Tras conocerse su deceso, fue noticia una vez más, y los titulares de las noticias se redujeron a «murió la Angelina Jolie kurda» destacando en todo momento su parecido físico y poco su gran participación en batalla contra Estado Islámico. Estas noticias fueron repudiadas por activistas y seguidores de la causa kurda e incluso por otros combatientes, señalándolas de sexistas.

### Reacciones y denuncias de sexismo en los medios
La utilización de su imagen por los distintos medios para hacer comparaciones por su fisonomía generaron el rechazo de muchos activistas, quienes consideraron que las comparaciones eran parte de una banalización de su lucha por el feminismo en Rojava (jineología) y su lucha contra el Estado Islámico.
La minimización de su persona por parte de algunos medios occidentales fue degradante, llegando a ser cosificada a tal punto de ser calificada como «una chica de póster, una mujer bella entre armas pesadas y municiones».
Choman Kanaani, un activista y combatiente kurdo que repudió el trato de los medios occidentales para con Asia declaró para el medio inglés de la BCC que «toda la filosofía de las YPJ es luchar contra el sexismo y el uso de la mujer como un objeto de deseo» en referencia de la postura de las YPJ ante el sexismo. «Queremos dar a las mujeres el lugar que le corresponde en la sociedad y que ellas sean dueñas de sus propios destinos. Viyan (Nombre de guerra de Asia) murió por estos ideales. En los medios de comunicación nadie habla de los ideales por los que dio su vida, ni qué hizo Viyan por las mujeres en Rojava en los últimos cuatro años» añadió.
Agrina Senna, una comandante de las YPJ que combatió en la Batalla de Manbiy hizo un llamado a que la gente se informe de sus compañeras de lucha que han muerto resistiendo al Estado Islámico y otros grupos rebeldes islamistas que reivindican la sharia.
Entre los trascendidos se llegó a confundir la milicia a la que pertenecía. El medio ruso Russia Today llegó a afirmar erróneamente que pertenecía al ejército peshmerga del Kurdistán iraquí y fue mencionada como una soldado y no como una miliciana.

## Muerte
Asia se encontraba en la ciudad de Manbiy luego de participar en la liberación de la ciudad de las manos del Estado Islámico en la Batalla de Manbiy. Fue muerta junto demás milicianos de las YPJ e YPG durante un ataque suicida de yihadistas del Estado Islámico en un puesto de control kurdo a las afueras de Manbiy. Si bien las primeras fuentes indicaban que la miliciana había muerto cerca de Yarabulus como consecuencia de ataques del Ejército Libre Sirio y el ejército de Turquía, estos rumores fueron descartados cuando las portavoces de las YPJ confirmaron que murió en un ataque de Estado Islámico a las afueras de Manbiy.
Su muerte generó gran conmoción en Qamishli su ciudad de origen.
Fue enterrada junto a otros combatientes en Qamishli, donde fue despedida por una gran multitud.

## Reconocimiento y legado
En 2015, a pesar de la resistencia de grupos religiosos suníes conservadores, mujeres combatientes y activistas entre ellas presuntamente Asia, presionaron al Comité Central de Rojava para aprobar leyes feministas que condenen la violencia contra las mujeres, el matrimonio forzado y la poligamia. Dichas leyes fueron aprobadas, sin embargo antes de la consecución de la Federación del Norte de Siria en 2016 esas prácticas ya habían sido rechazadas socialmente debido a la promoción de diferentes partidos como el Partido de la Unión Democrática (PYD) a su remoción durante el proceso revolucionario en la región.
Fue recordada por milicianas de las Unidades Femeninas de Protección, como una persona que tenía como filosofía la sencillez y la modestia. Un combatiente, compañero suyo dijo que Asia murió por sus ideales, y que «en los medios de comunicación nadie habla de los ideales por los que dio su vida, ni qué hizo [Asia] por las mujeres en Rojava en los últimos cuatro años».
A diferencia de los medios occidentales que decidieron hacerla noticia por una cuestión ajena a su lucha, los medios locales kurdo-sirios, la mencionaron como «Mártir» sin embargo, consideraron que Asia era una luchadora más que perdió su vida luchando contra Daesh.